# Боджанала-Платинум
Боджанала Платинум (Bojanala Platinum) — район Северо-Западной провинции ЮАР. Слово «Боджанала» — это слово языка тсвана, означающее «туризм», а слово «Платинум» — слово английского языка, означающее «платина». Административный центр — Рюстенбург. По данным переписи 2001 года большинство населения района говорит на языке тсвана.

## Административное деление
В состав района Боджанала Платинум входят пять местных муниципалитетов:
- Рюстенбург (местный муниципалитет)
- Мадибенг (местный муниципалитет)
- Мозес Котане (местный муниципалитет)
- Моретеле (местный муниципалитет)
- Кгетленгривьер (местный муниципалитет)